# Platynaspis luteorubra

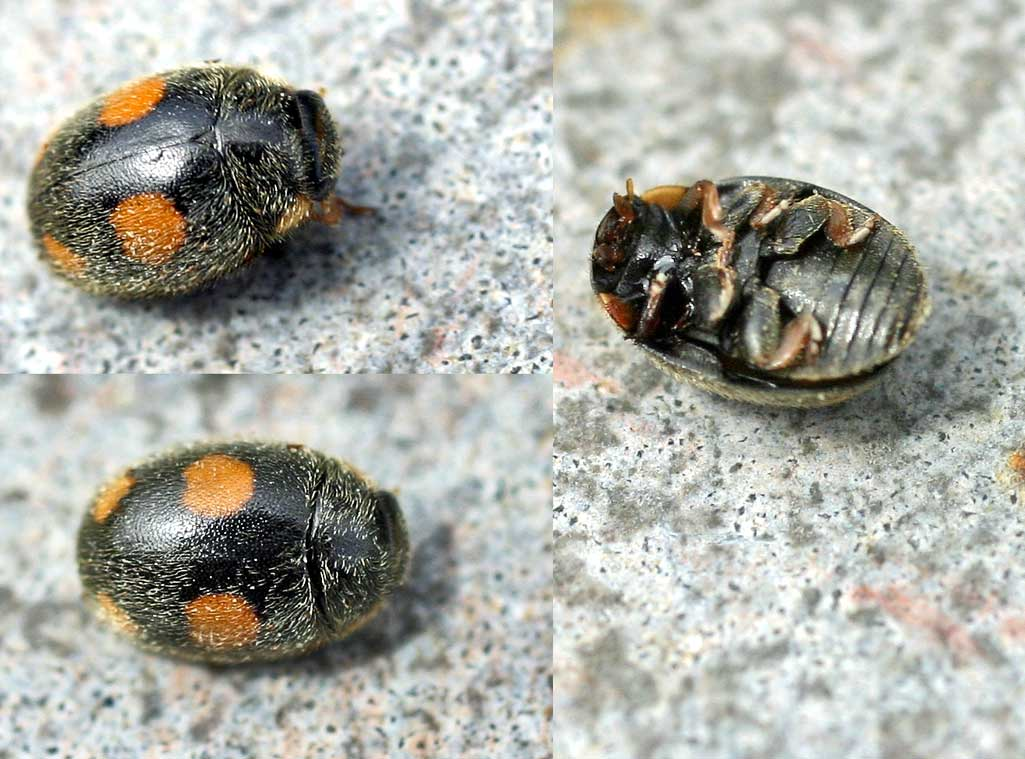
Platynaspis luteorubra

Platynaspis luteorubra (лат.) — вид жесткокрылых из семейства божьих коровок.

## Описание
Жук длиной от 2,5 до 3,5 мм, имеет чёрную окраску. Передние угла переднеспинки и по два пятна на каждом из надкрылий красно-жёлтые.